# Балакта (улус)
Балакта́ (бур. Балагта) — улус в Окинском районе Бурятии. Входит в сельское поселение «Орликское».

## География
Расположен в межгорной котловине на правом берегу реки Тиссы (левый приток Оки) при впадении речки Балагты, в 12 км западнее райцентра и центра сельского поселения — села Орлик.

## Население
| 2002 | 2010 |
| ---- | ---- |
| 234  | ↗241 |